# Outapi
Outapi wa Nakafingo na Temba, of Outapi is een stad in het noorden van Namibië bij de grens met Angola, 90 km ten noordwesten van Oshakati. Het is de hoofdstad van de regio Omusati en de districtshoofdstad van de kieskring Outapi. De taal die hier wordt gesproken is het  Oshiwambo.
De streek heeft een steppeklimaat met een normale neerslaghoeveelheid van 440 mm per jaar, in het natte seizoen van 2010/2011 viel echter 723 mm.

## Economie en infrastructuur

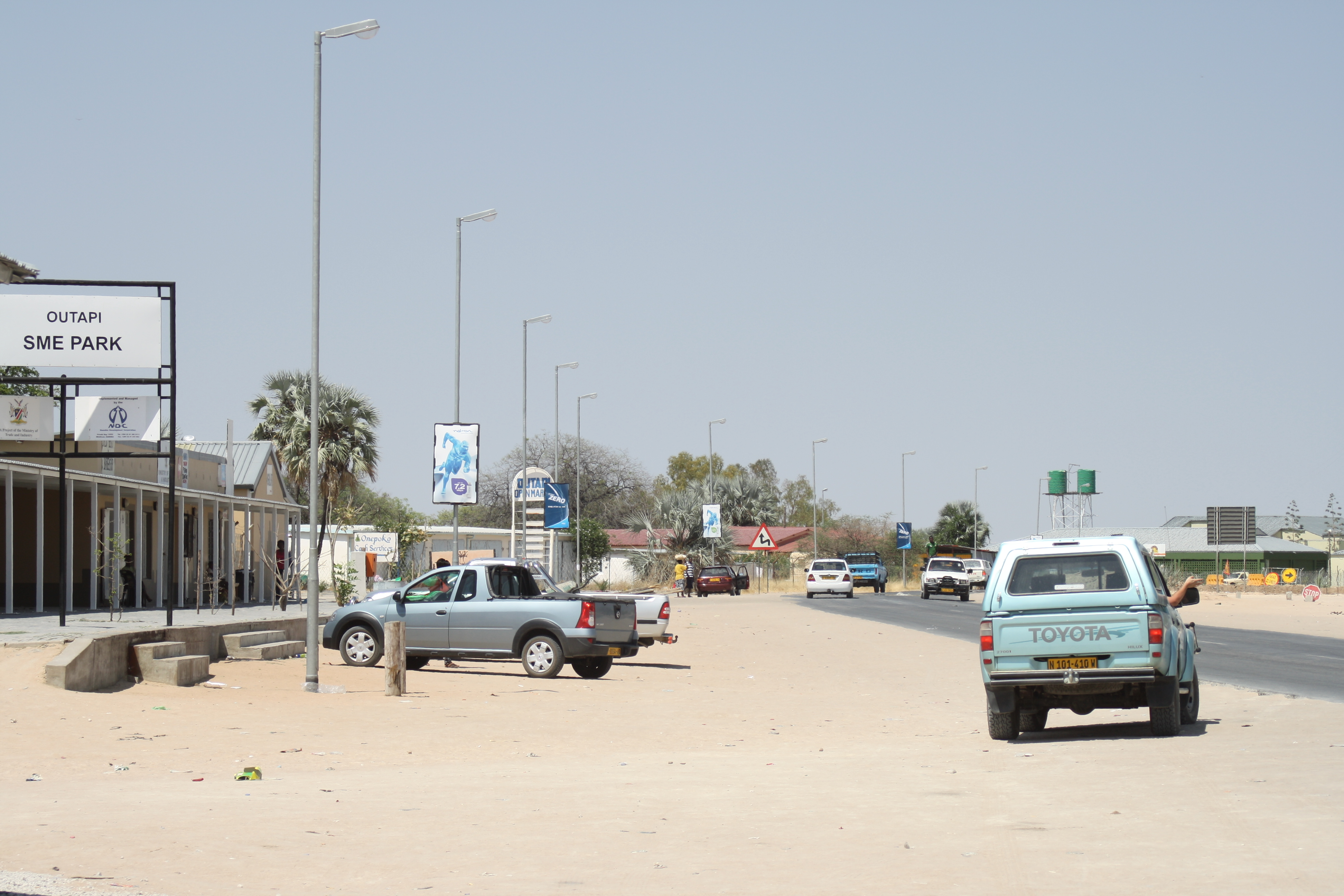
Hoofdstraat in Outapi

In 2001 was Outapi de kleinste stad in Namibië, met een bevolking van ruim 2600 personen. Er is sprake van een snelle ontwikkeling. In 2011 bedroeg het aantal inwoners 6600. In het zuiden van het stadje staan enkele nieuwe overheidsgebouwen en winkels. Er zijn enkele scholen, een gemeenschapscentrum, een ziekenhuis en een politiepost. Er zijn twee markten, een bij de Ombalantu baobab en een bij Onhimbu. Ook is er een lodge voor toeristen.

## Cultuur en toerisme

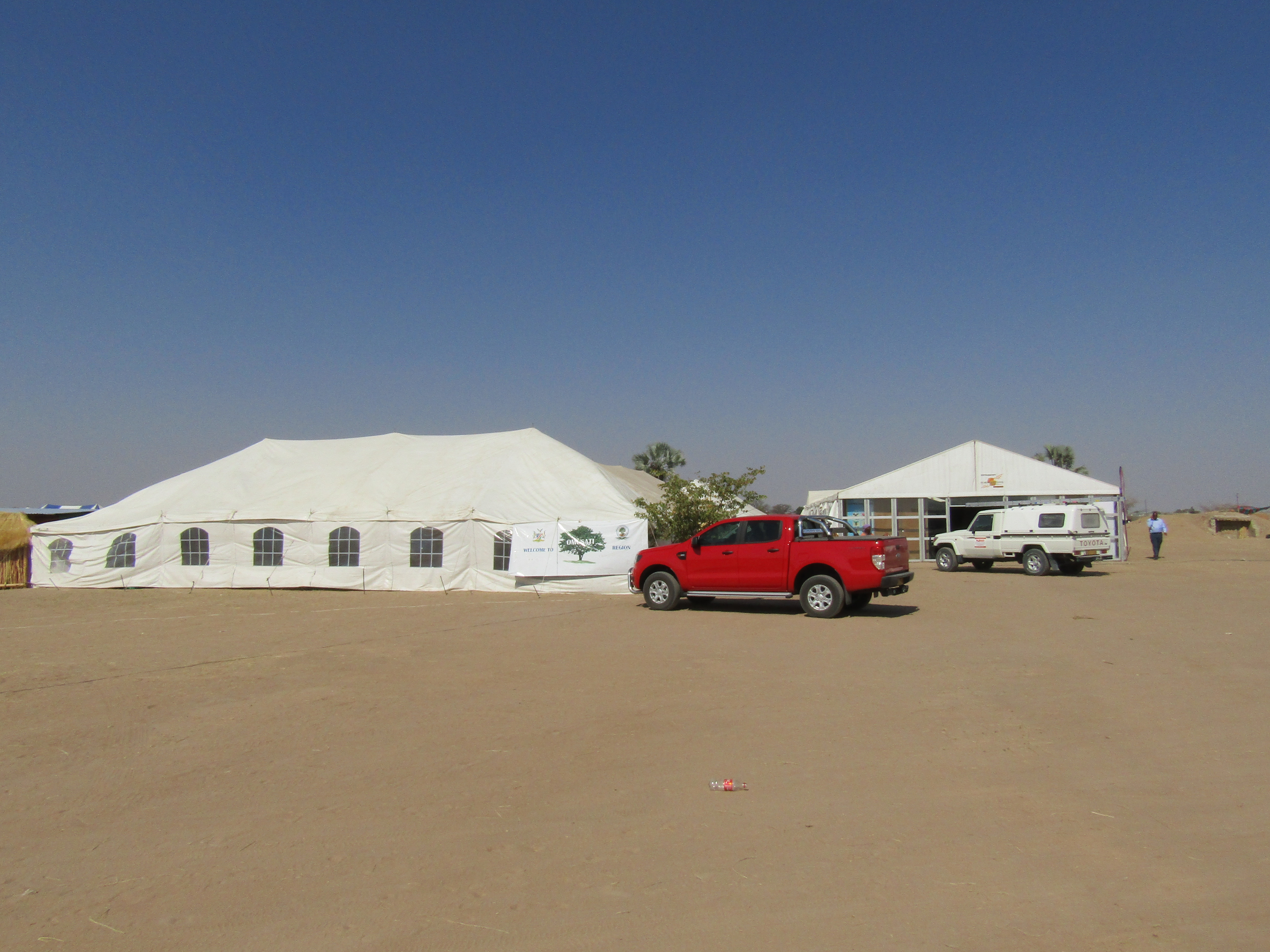
Outapi-beursterrein

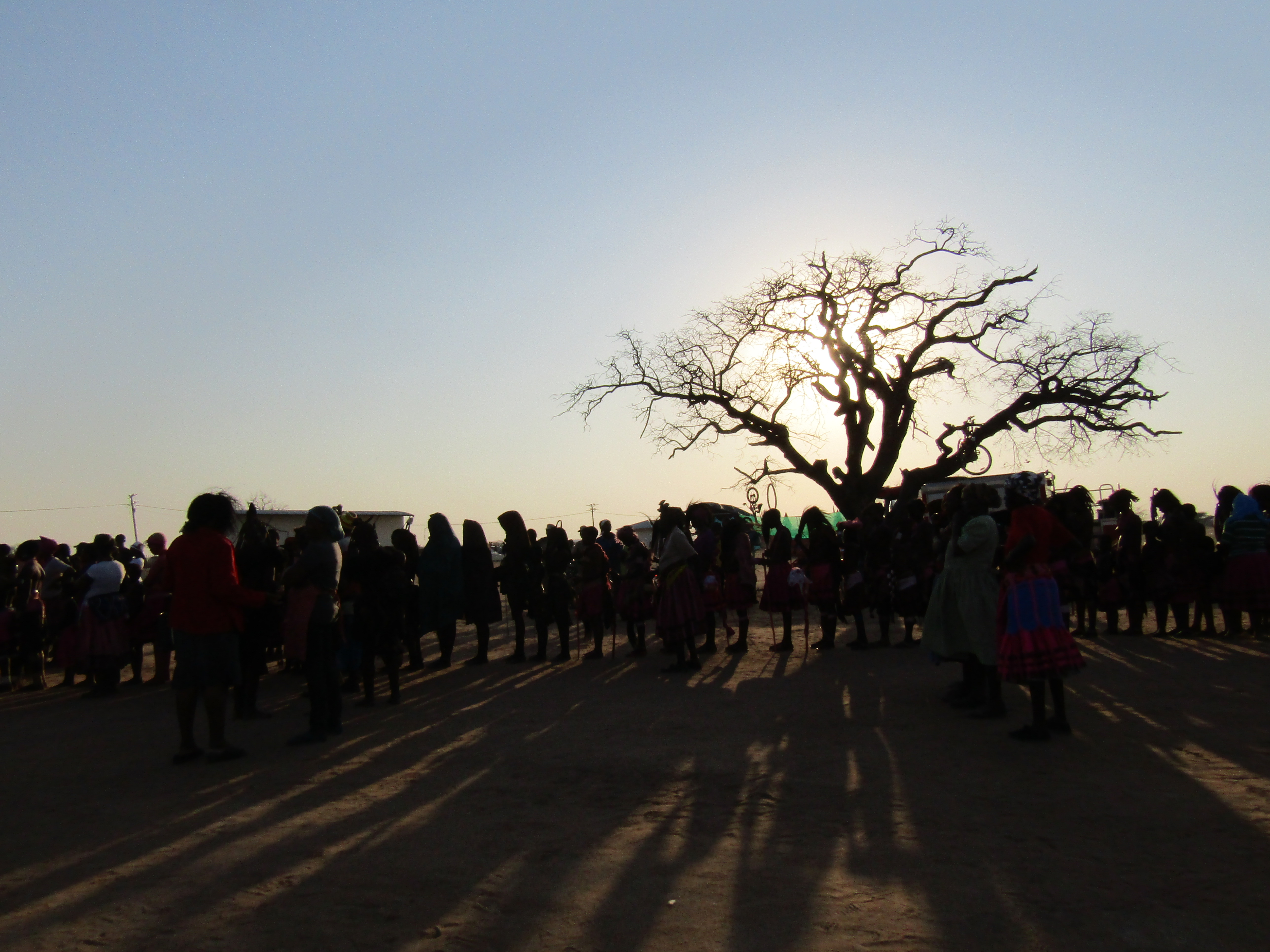
Olufuko-inwijdingsmars

Op de voormalige Zuid-Afrikaanse legerbasis staat de bekende Afrikaanse baobab. De enorme holle stam hiervan is in het verleden gebruikt als postkantoor, als kapel, als koffiehuis en recenter als handwerkwinkel.
De boom heeft een doorsnee van 26,5 meter en een hoogte van 28 meter; de leeftijd zou 800 jaar zijn.
In het stadje wordt sinds 2012 het Olufuko Festival gehouden. Dit festival is een combinatie van een expositie voor bedrijven en culturele vieringen, waarvan de inwijding van tienermeisjes tot volwassen vrouwen de belangrijkste is. De eerste president van Namibië, Sam Nujoma, is beschermheer van het festival.

## Politiek

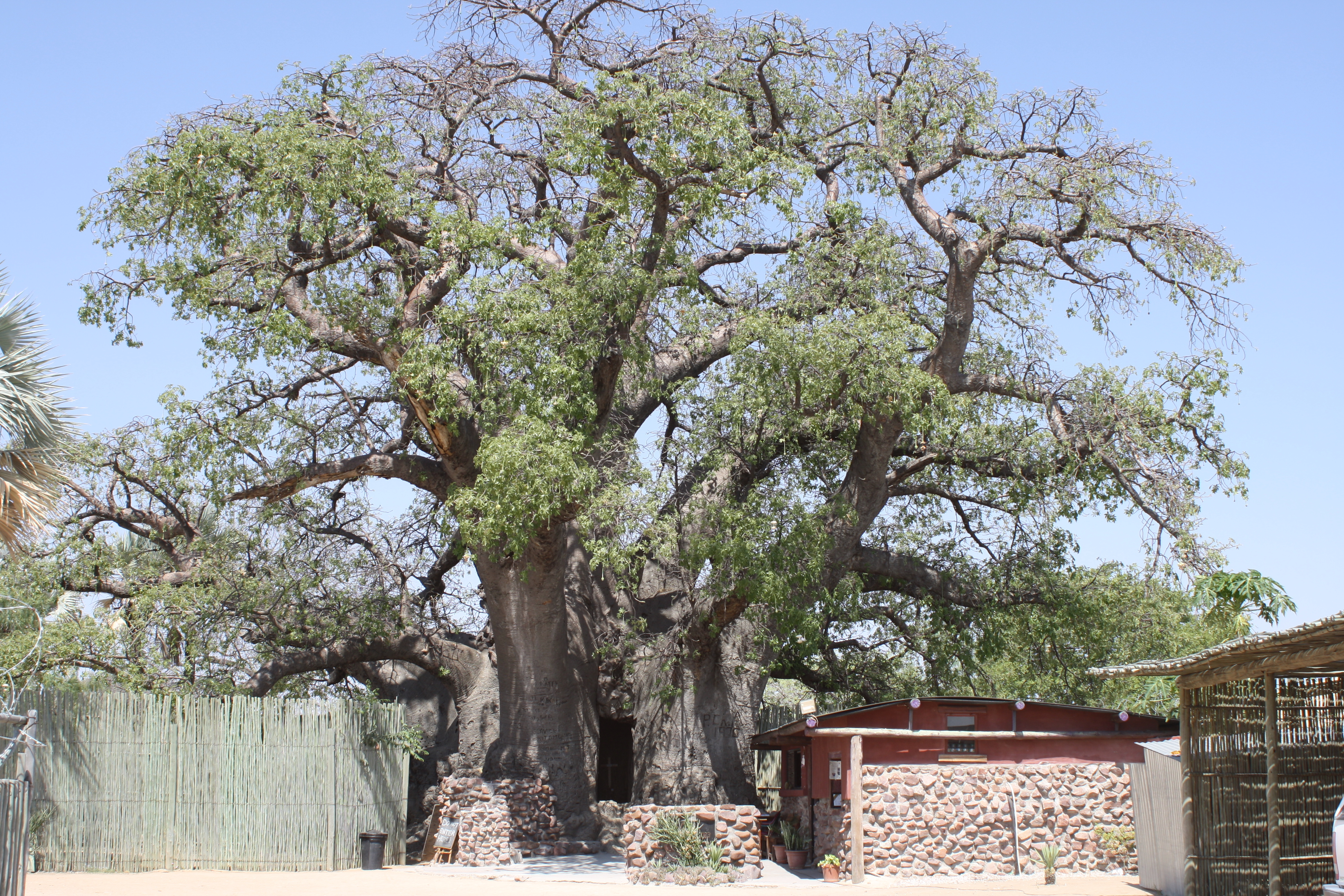
Ombalantu baobab

Outapi wordt bestuurd door een gemeenteraad met zeven zetels. De Omusati regio is een gebied waar de SWAPO veel aanhang heeft. Bij de lokale verkiezingen van 2015 waren er geen kandidaten van andere partijen zodat de SWAPO zonder strijd alle zetels kreeg.

## Zusterstad
- Yinchuan, (China)